# Bollmanella oregona
Bollmanella oregona är en mångfotingart som beskrevs av Chamberlin 1941. Bollmanella oregona ingår i släktet Bollmanella och familjen Conotylidae. Inga underarter finns listade i Catalogue of Life.